# Parlamento de Andalucía
El Parlamento de Andalucía es, junto con la Presidencia de la Junta y el Consejo de Gobierno, uno de los tres órganos que componen la Junta de Andalucía, institución en la que está depositado el poder de autogobierno de la comunidad de Andalucía, en España. El Parlamento es el órgano sobre el que descansa el poder legislativo. Está compuesto por diputados elegidos mediante sufragio universal directo, los cuales representan al pueblo andaluz. El Parlamento de Andalucía se constituye en 1982, tras la aprobación del Estatuto de Autonomía en 1981. Su actual sede es el antiguo hospital de las Cinco Llagas en Sevilla.

## Historia

### Composiciones históricas

2015-2018
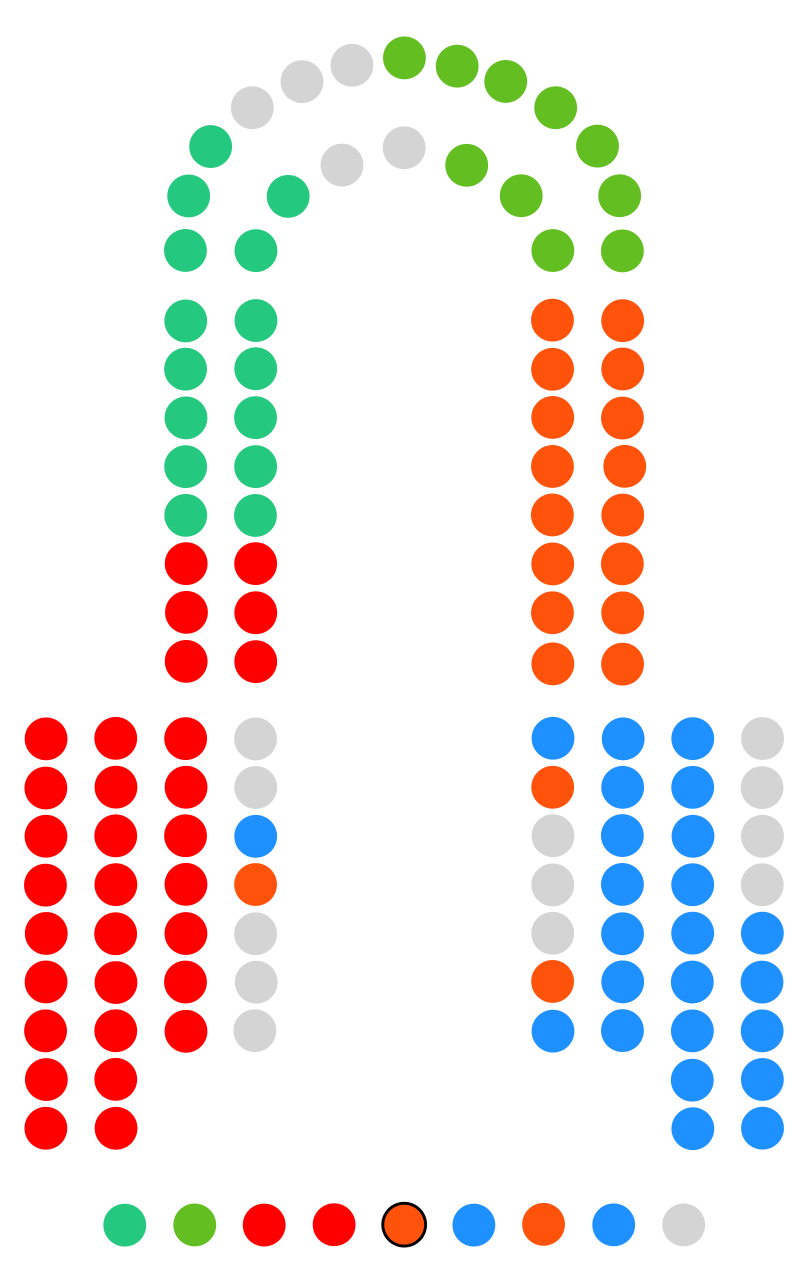
2018-2020
2020-2022
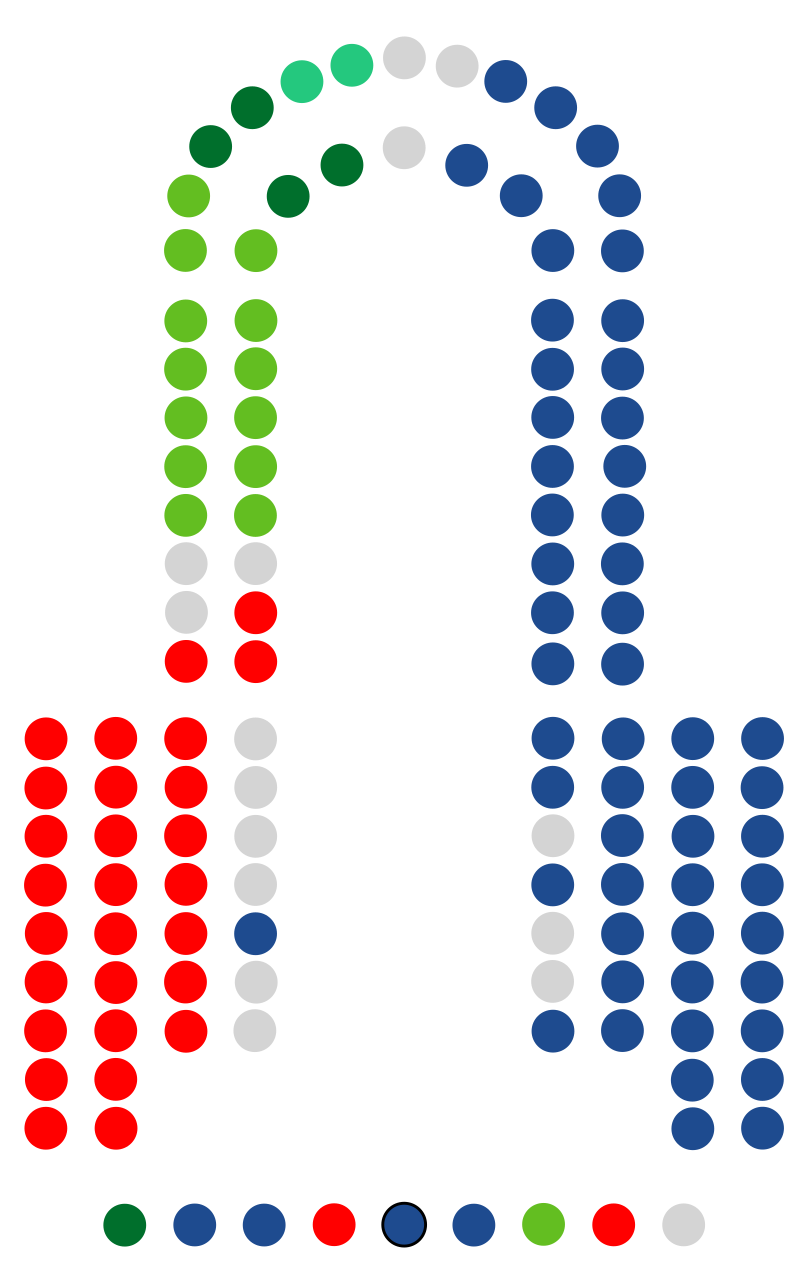
2022-act.

### Guerra civil española (1936-1939) y dictadura franquista (1939-1975)
La guerra civil (1936-1939) y el advenimiento del franquismo acaban con las reivindicaciones de autogobierno de Andalucía, que habían sido favorecidas durante la Segunda República. Las aspiraciones nacionalistas andaluzas se vieron obligadas a mantenerse ocultas hasta la muerte de Francisco Franco en 1975. Con la transición que tuvo lugar tras la muerte del dictador, y la adopción de una nueva Constitución en 1978, resurgieron las reivindicaciones de autogobierno. El artículo segundo de la Constitución reconoce el derecho de las distintas regiones y nacionalidades de la Nación española a constituirse en comunidades autónomas, a la vez que el Título VIII precisaba las competencias que les correspondían y enunciaba su funcionamiento.

### Establecimiento de la autonomía (1978-1982)

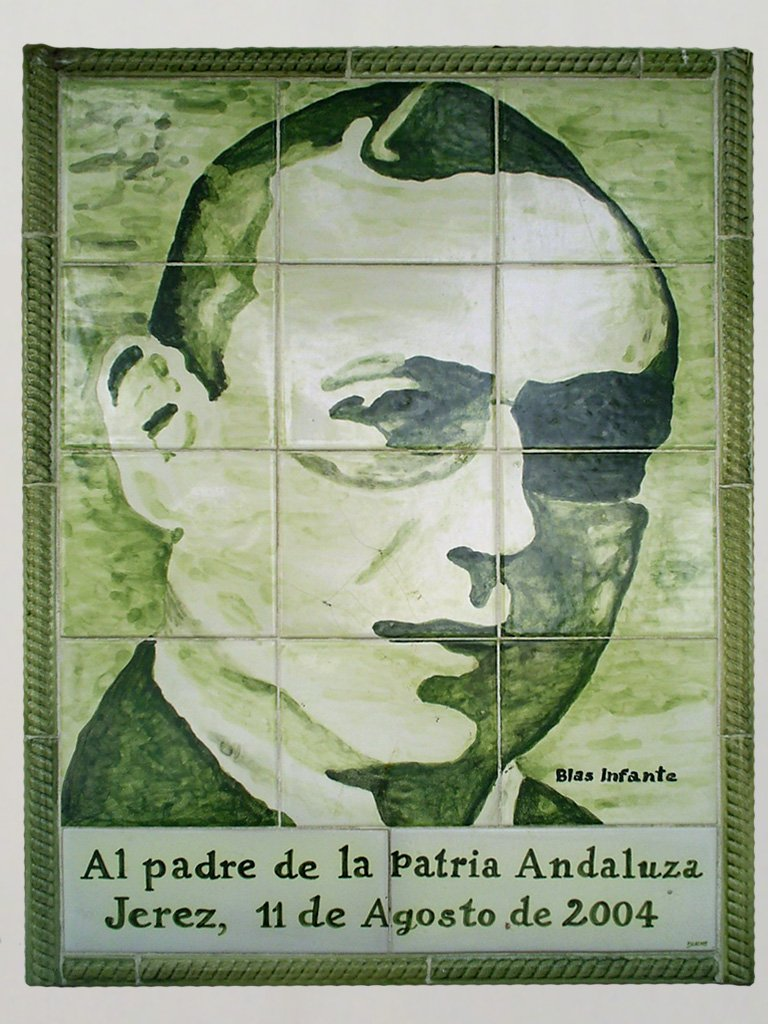
Retrato de Blas Infante, realizado sobre azulejos, situado en la avenida Blas Infante de Jerez

El 4 de diciembre de 1977 cerca de un millón y medio de andaluces se manifestaron en las capitales de provincia, respondiendo a la convocatoria hecha por los diputados y senadores elegidos en Andalucía, los cuales, agrupados en la Asamblea de Parlamentarios, serían los encargados de dar los primeros pasos de la elaboración de un Estatuto de Autonomía pleno de las competencias permitidas por el marco constitucional.
En enero de 1978 la Asamblea de Parlamentarios Andaluces aprueba el proyecto de decreto por el que se regula el régimen preautonómico. En abril se concede la preautonomía a Andalucía. Se constituye en Cádiz la Junta Preautonómica de Andalucía, presidida por Plácido Fernández Viagas. En diciembre del mismo año se firma el denominado «Pacto de Antequera», por el que once partidos implantados en Andalucía se comprometen a unirse para conseguir en el menor tiempo posible la autonomía. Poco después, el 27 de diciembre de 1978, S.M. el Rey don Juan Carlos I sanciona la Constitución Española ante las Cortes.

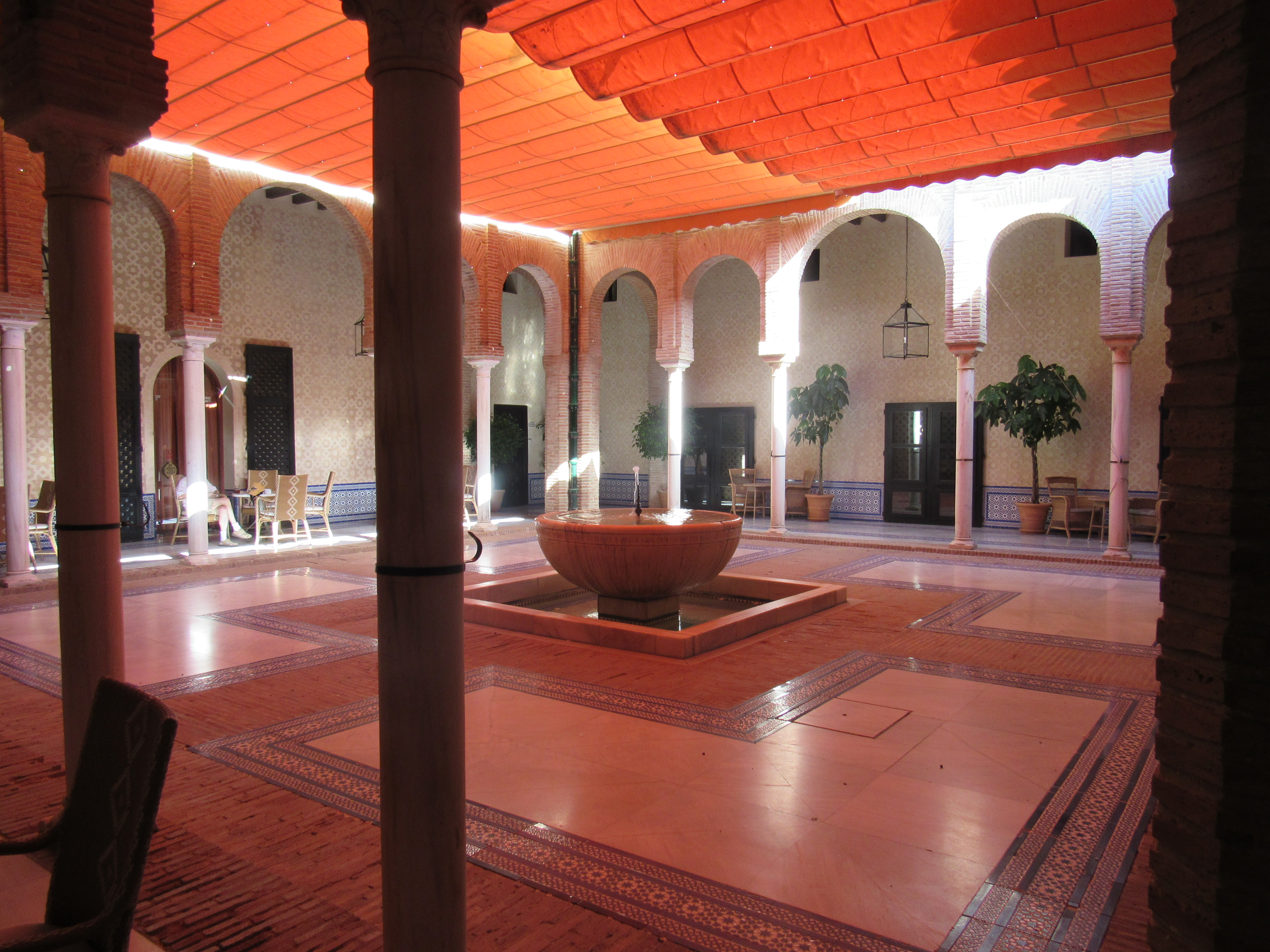
En el Parador de Carmona se ultimó el proyecto de Estatuto de Autonomía de Andalucía en 1981

En junio del año siguiente se constituye la Junta de Andalucía, presidida por Rafael Escuredo Rodríguez. El pleno aprueba en Granada acogerse a la vía del artículo 151 de la Constitución, que establece una vía de consecución de la autonomía, que establece como requisitos la aprobación de la Diputación, de tres cuartas partes de los ayuntamientos y de la mayoría del censo electoral, la aprobación mediante referéndum de cada provincia afectada y la elaboración del proyecto de Estatuto de autonomía. Andalucía será la única comunidad autónoma que adquiera dicha consideración mediante la vía propuesta por el artículo 151 de la Constitución. A finales de agosto, el 95 % de los ayuntamientos andaluces se suman al proyecto autonómico. También se realiza y aprueba en Carmona un primer anteproyecto de la mano de una comisión formada por nueve representantes de todos los partidos andaluces, en especial de los mayoritarios UCD y PSOE.
En febrero de 1980 se celebra el referéndum de ratificación de la iniciativa autonómica, que es ratificada por todas las provincias andaluzas a excepción de Almería, donde no se obtiene la mayoría absoluta. Este imprevisto bloquea temporalmente la iniciativa autonómica, pero en octubre del mismo año, mediante una modificación de la Ley Orgánica de Modalidades de Referéndum, se permite sustituir la no ratificación de Almería por las Cortes Generales, previa solicitud de la mayoría de los diputados y senadores almerienses.
El 28 de febrero de 1981 la Asamblea de Diputados y Senadores andaluces aprueba en Córdoba el proyecto de Estatuto, llamado «Estatuto de Carmona», por ser elaborado en dicha ciudad. Para su realización se toma como base el anteproyecto realizado y aprobado en la misma ciudad en 1979. En octubre el proyecto de Estatuto es aprobado por referéndum popular. Dos meses más tarde es ratificado por el Congreso de los Diputados y por el Senado, y finalmente es sancionado el 30 de diciembre de 1981 por S.M. el Rey, don Juan Carlos I. Andalucía ya tiene un Estatuto de Autonomía que garantiza y rige su derecho al autogobierno.

### Primeras elecciones al Parlamento
El 23 de mayo de 1982 se realizan las primeras elecciones al Parlamento de Andalucía. El Estatuto de Andalucía, del mismo modo que ocurre con la Constitución Española, no fija el número de diputados, sino que marca una horquilla de 90 a 110 diputados. Se decide fijar en 109 el número de parlamentarios, con la siguiente distribución territorial: 11 por las provincias de Almería y Huelva, 13 por las provincias de Jaén, Granada y Córdoba, 15 por las provincias de Cádiz y Málaga, y 18 por la provincia de Sevilla. Estas primeras elecciones son de gran importancia, no sólo porque con ellas se forma la primera asamblea legislativa de la Historia de Andalucía, sino porque también diseñan un mapa político apropiado para la nueva comunidad autónoma. Los resultados dan el poder innegablemente al PSOE, que obtiene mayoría absoluta con 66 escaños, seguido por la Federación de Alianza Popular con 17 escaños, UCD con 15, el PCA-PCE que obtiene 8 y el PSA-PA con 3 escaños.

### El Parlamento desde 1982

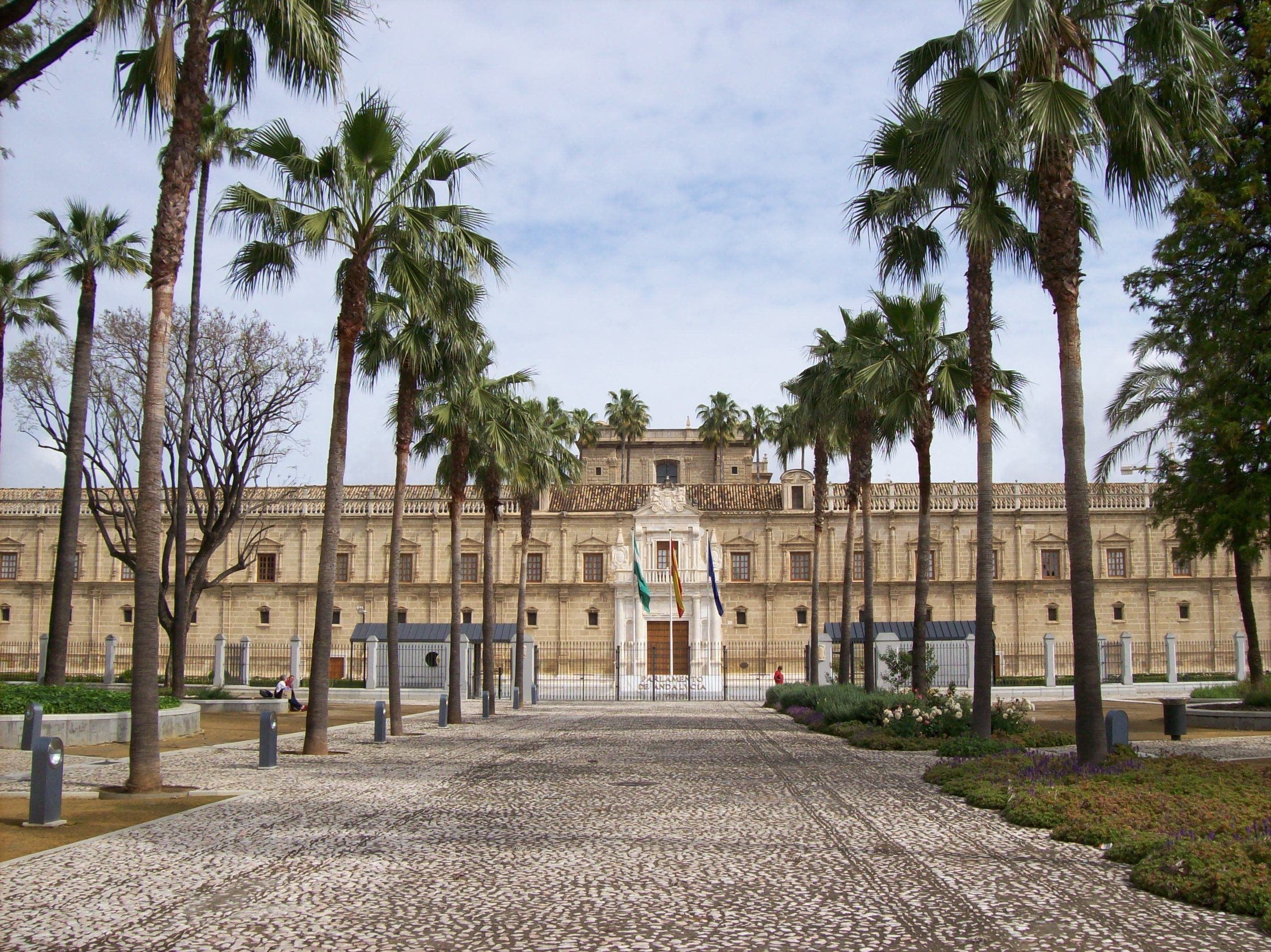
Exterior del hospital de las Cinco Llagas, Sevilla

El 21 de junio de 1982 se constituye el Parlamento de Andalucía en la Sesión Constitutiva celebrada en el Real Alcázar de Sevilla, en la que se eligió por mayoría a don Antonio Ojeda Escobar como Presidente del Parlamento de Andalucía. Poco después, en las sesiones del 14 y 15 de julio, don Rafael Escuredo Rodríguez es elegido primer Presidente de la Junta de Andalucía.
La modificación más importante que ha realizado el Parlamento de Andalucía tras su creación es la reforma del Estatuto de Autonomía, adoptado por referéndum el 18 de febrero de 2007, con un 87,45 % de votos a favor y una abstención récord del 63,72 %. Este Estatuto, por cuya elaboración el Parlamento de Andalucía ha jugado un papel muy activo, aumenta las competencias propias del gobierno autonómico andaluz, y, entre otras cosas, hace oficial el rango de capital de Sevilla.

Tras los resultados de las elecciones del 2 de diciembre de 2018, se constituye el primer parlamento de mayoría de centro derecha, y en consecuencia el primer gobierno de centro derecha, en Coalición PP-A y Ciudadanos tras treinta y seis años de gobiernos socialistas.
Tras las elecciones al Parlamento de Andalucía PP-A consigue mayoría absoluta por primera vez en la historia.

## Posición estatutaria

### Asignación de escaños
El Parlamento de Andalucía está formado por 109 diputados, de conformidad con lo dispuesto en el artículo 17 de la Ley 1/1986, de 2 de enero, Electoral de Andalucía. La circunscripción electoral es la provincia, de modo que cada una de las ocho provincias andaluzas tiene asignado un mínimo de ocho diputados, más un número adicional de diputados en función de su población. Para entrar en el reparto de diputados por una ciscunscripción, una candidatura debe obtener un mínimo del 3 % de los votos. 
- Provincia de Almería: 8 + 4 = 12 diputados.
- Provincia de Cádiz: 8 + 7 = 15 diputados.
- Provincia de Córdoba: 8 + 4 = 12 diputados.
- Provincia de Granada: 8 + 5 = 13 diputados.
- Provincia de Huelva: 8 + 3 = 11 diputados.
- Provincia de Jaén: 8 + 3 = 11 diputados.
- Provincia de Málaga: 8 + 9 = 17 diputados.
- Provincia de Sevilla: 8 + 10 = 18 diputados.

Los electores votan a candidaturas de partidos en listas cerradas, que alternan a hombres y mujeres en los puestos pares e impares o viceversa (lo que popularmente se conoce como "listas cremallera"). Para optar a conseguir diputados en una provincia, una candidatura debe obtener, al menos, un 3 % de los votos válidos en dicha provincia. Los escaños son asignados a los partidos políticos según la ley D'Hondt.

### Funciones de la Cámara

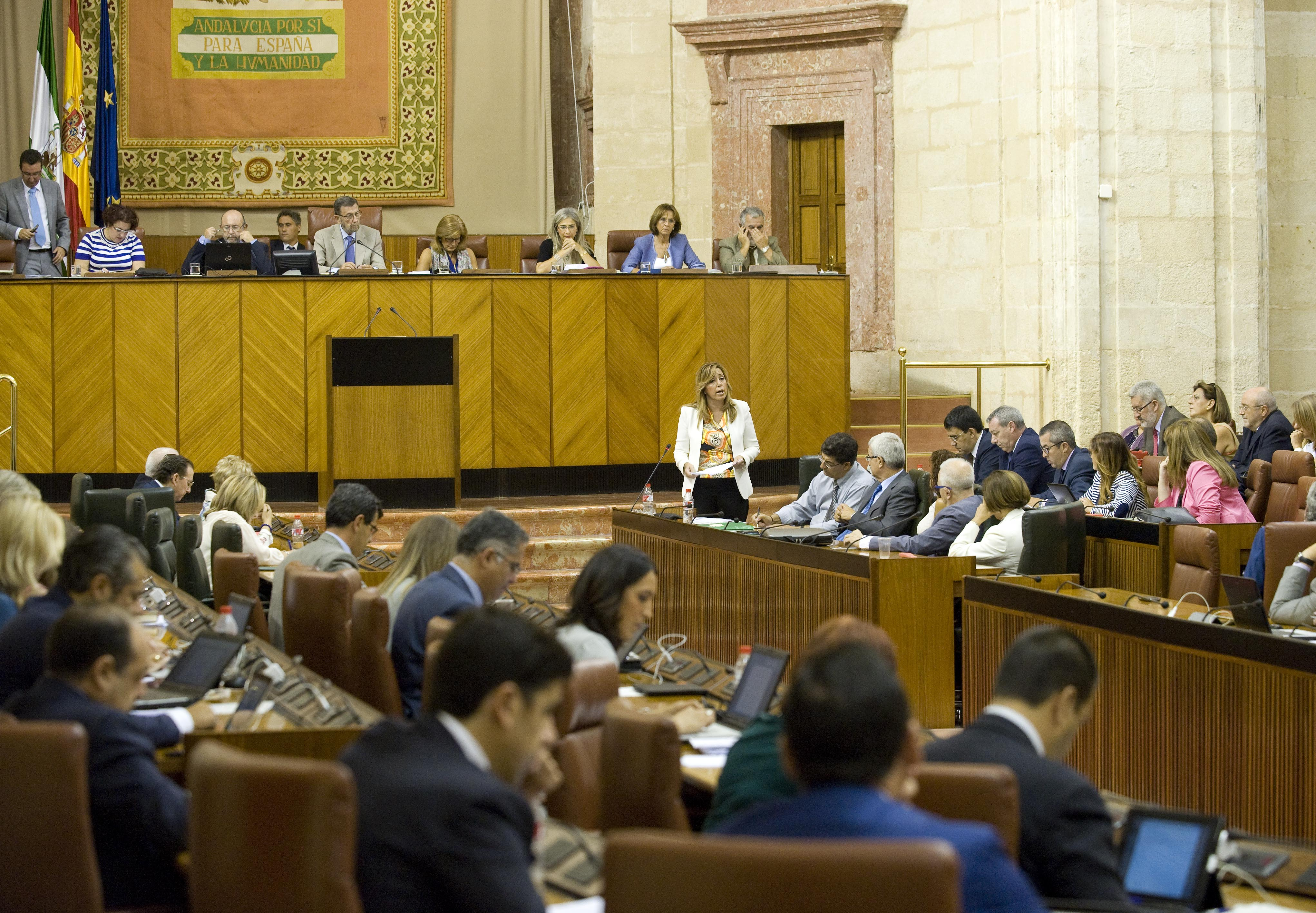
Salón de plenos del Parlamento de Andalucía. En ese momento interviene Susana Díaz

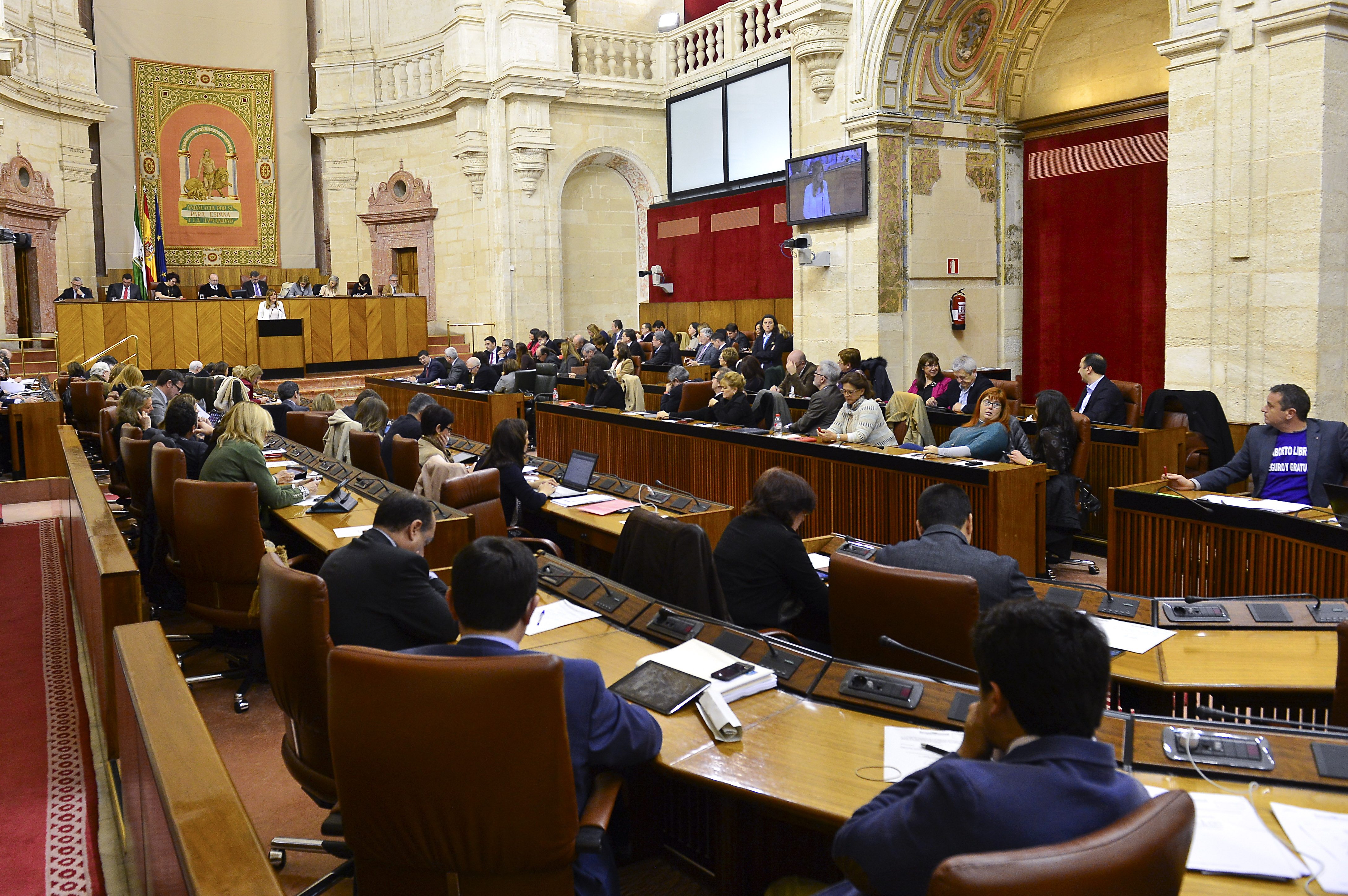
Parlamento de Andalucía en la celebración de un pleno

La Junta de Andalucía se define como un sistema parlamentario, basado en el principio de la separación de poderes, y en el cual el Parlamento juega un papel fundamental, en la concepción y puesta en práctica de la política, elaborada por el Consejo de Gobierno, y su Presidente, elegido por los parlamentarios. Los diferentes órganos políticos actúan en un marco en el que las instituciones consiguen equilibrar mutuamente sus respectivos poderes. La confianza del Parlamento es necesaria para la actuación del Consejo de Gobierno, una estrecha colaboración es indispensable para asegurar el funcionamiento regular de los poderes públicos de Andalucía. Las funciones del Parlamento de Andalucía se explicitan en el artículo 106 del Estatuto de Autonomía:

Artículo 106. 
Corresponde al Parlamento de Andalucía:
1. El ejercicio de la potestad legislativa propia de la Comunidad Autónoma, así como la que le corresponda de acuerdo con el Artículo 150.1 y 2 de la Constitución.
2. La orientación y el impulso de la acción del Consejo de Gobierno.
3. El control sobre la acción del Consejo de Gobierno y sobre la acción de la Administración situada bajo su autoridad. Con esta finalidad se podrán crear, en su caso, comisiones de investigación, o atribuir esta facultad a las comisiones permanentes.
4. El examen, la enmienda y la aprobación de los presupuestos.
5. La potestad de establecer y exigir tributos, así como la autorización de emisión de deuda pública y del recurso al crédito, en los términos que establezca la Ley Orgánica a que se refiere el Artículo 157.3 de la Constitución Española.
6. La elección del Presidente de la Junta.
7. La exigencia de responsabilidad política al Consejo de Gobierno.
8. La apreciación, en su caso, de la incapacidad del Presidente de la Junta.
9. La presentación de proposiciones de ley al Congreso de los Diputados en los términos del Artículo 87.2 de la Constitución.
10. La autorización al Consejo de Gobierno para obligarse en los convenios y acuerdos de colaboración con otras Comunidades Autónomas, de acuerdo con la Constitución y el presente Estatuto.
11. La aprobación de los planes económicos.
12. El examen y aprobación de la Cuenta General de la Comunidad Autónoma, sin perjuicio del control atribuido a la Cámara de Cuentas.
13. La ordenación básica de los órganos y servicios de la Comunidad Autónoma.
14. El control de las empresas públicas andaluzas.
15. El control de los medios de comunicación social dependientes de la Comunidad Autónoma.
16. La interposición de recursos de inconstitucionalidad y la personación en los procesos constitucionales de acuerdo con lo que establezca la Ley Orgánica del Tribunal Constitucional.
17. La designación, en su caso, de los Senadores y Senadoras que correspondan a la Comunidad Autónoma, de acuerdo con lo establecido en la Constitución. La designación podrá recaer en cualquier ciudadano que ostente la condición política de andaluz.
18. La solicitud al Estado de la atribución, transferencia o delegación de facultades en el marco de lo dispuesto en el Artículo 150.1 y 2 de la Constitución.

19. Las demás atribuciones que se deriven de la Constitución, de este Estatuto y del resto del ordenamiento jurídico.
Estatuto de Autonomía de Andalucía

Entre las diferentes competencias principales del Parlamento andaluz se pueden distinguir tres grandes grupos:
- Función legislativa. Ejercer la potestad legislativa de Andalucía, que incluye la aprobación de leyes y de los presupuestos.
- Función de control. Elegir al presidente de la Junta de Andalucía y controlar la acción ejecutiva de ésta.
- Función de impulso de la acción ejecutiva. Impulsar la acción gubernamental a través de la influencia en el Consejo de Gobierno.

#### Función legislativa
El apartado primero del artículo 106 del Estatuto de Autonomía define la misión fundamental del Parlamento de Andalucía como:

Artículo 106.1. 

El ejercicio de la potestad legislativa propia de la Comunidad Autónoma, así como la que le corresponda de acuerdo con el Artículo 150.1 y 2 de la Constitución.
Estatuto de Autonomía de Andalucía

A este efecto, la asamblea dispone de la facultad de elaborar y aprobar las leyes que le son presentadas por el presidente y el Consejo de Gobierno. Estas leyes, una vez aprobadas, son promulgadas por el presidente, en el nombre del rey, y publicadas tanto en el Boletín Oficial de la Junta de Andalucía (BOJA) como en el Boletín Oficial del Estado (BOE). Es el Estatuto el que, a través de las competencias (exclusivas o compartidas con el Estado) de la comunidad autónoma, delimita el ámbito de acción legislativa del Parlamento de Andalucía. En cuanto a las competencias exclusivas, el Parlamento Andaluz es el único encargado de legislar. Respecto a las competencias compartidas con el Estado, el poder legislativo se divide entre el Parlamento andaluz y las Cortes Generales.
En materia de legislación económica y financiera, el Parlamento dispone de tres poderes importantes. Por una parte, examina, enmienda y vota los presupuestos que le son presentados por el Gobierno de la Junta, tal y como dice el apartado cuarto del artículo 106 del Estatuto. En segundo lugar, es el encargado de establecer y exigir el pago de tributos, así como autorizar la emisión de deuda pública y recurso al crédito, según los criterios definidos por las leyes orgánicas nacionales y la Constitución. Por último, el Parlamento es el encargado también de aprobar los planes de intervención económica elaborados por el Gobierno de la Junta, tal y como dicta el undécimo apartado del ya citado artículo 106.
Respecto al poder legislativo, el Parlamento tiene a su disposición diversas vías de acción. Así, puede presentar proposiciones de ley al Congreso de los Diputados, autorizar al Gobierno a cerrar acuerdos con otras Comunidades y fijar el funcionamiento general de las administraciones y servicios de Andalucía. También tiene potestad para interponer recursos de inconstitucionalidad al Tribunal Constitucional.

#### Función de control

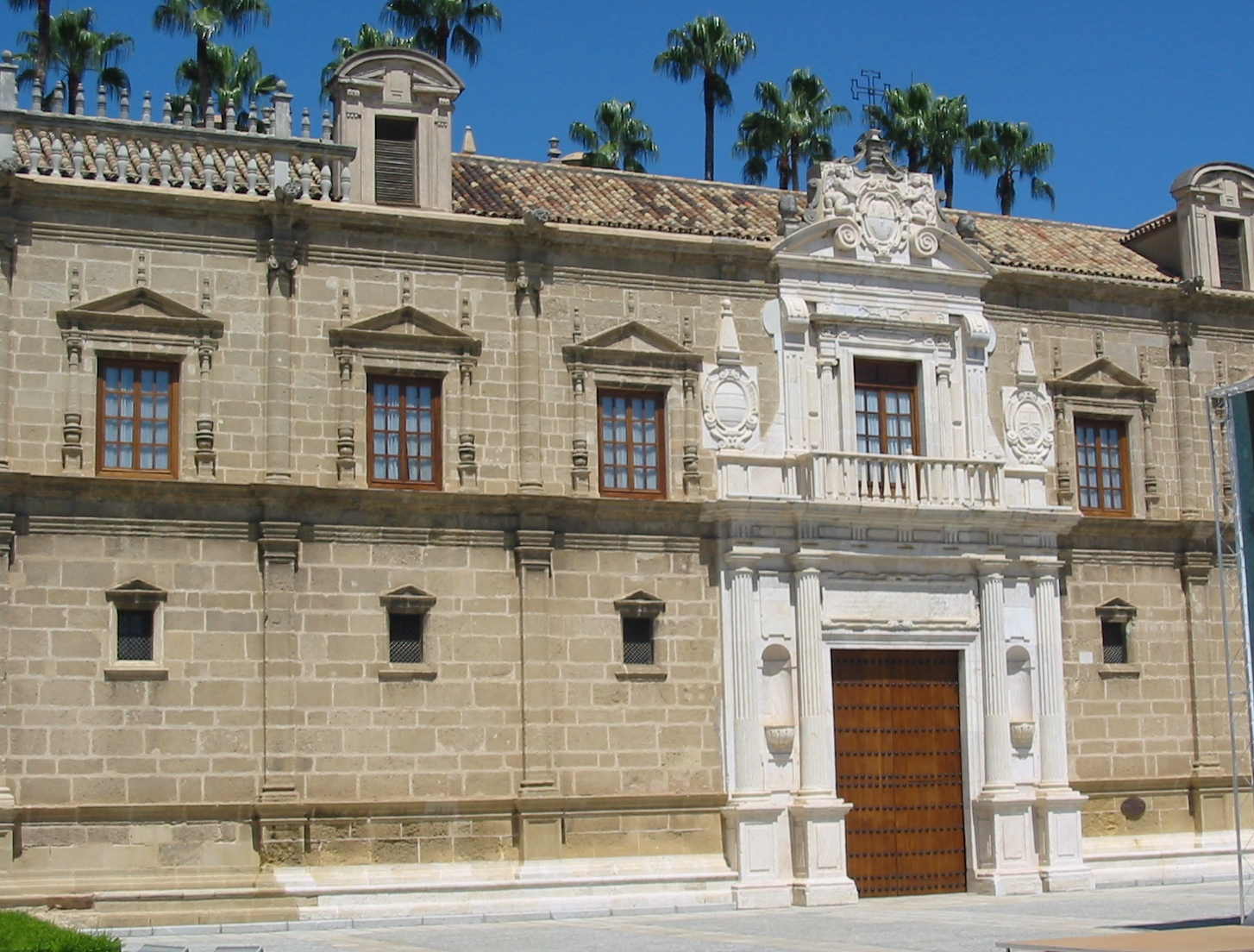
La portada manierista

Además de sus poderes de designación del Presidente de la Junta de Andalucía, el Parlamento disfruta de un cierto número de prerrogativas destinadas a favorecer el control de Gobierno. El artículo 106.3 dice así:

Artículo 106.3. El control sobre la acción del Consejo de Gobierno y sobre la acción de la Administración situada bajo su autoridad. Con esta finalidad se podrán crear, en su caso, comisiones de investigación, o atribuir esta facultad a las comisiones permanentes.
Estatuto de Autonomía de Andalucía

En efecto, estipula que el Parlamento debe controlar la acción del Consejo de Gobierno de la Junta de Andalucía y la Administración situada bajo su autoridad. Se precisa igualmente que el Parlamento tiene la facultad de crear comisiones de investigación o atribuir dicha facultad a comisiones permanentes.
Además de la posibilidad de formular cuestiones escritas a los miembros del Gobierno, los «consejeros», las comisiones de control e investigación tienen la posibilidad de realizar sesiones de cuestiones orales, que tienen lugar en el Parlamento. Otro mecanismo consisten en presentar interpelaciones, en las que un diputado, con el respaldo de su grupo parlamentario, realiza un cuestión oral que desemboca un debate parlamentario, que puede dar lugar a una moción. Los parlamentarios poseen también la posibilidad de exigir la comparecencia de un miembro del Gobierno. El Gobierno puede solicitar también comparecer con la misma finalidad.
Los apartados 12, 14 y 15 del artículo 106 precisan igualmente que la cámara tiene la potestad para aprobar las Cuentas Generales de la comunidad autónoma, así como controlar las empresas públicas y medios de comunicación dependientes de la Junta, como es el caso de RTVA. A este efecto, los diputados tienen derecho a exigir información como informes, datos u otro tipo de documentos administrativos a las empresas públicas.

#### Función de impulso
La capacidad de impulso de la acción de gobierno es atribuida al Parlamento de Andalucía por el apartado segundo del artículo 106 del Estatuto de Autonomía.

Artículo 106.2. La orientación y el impulso de la acción del Consejo de Gobierno.
Estatuto de Autonomía de Andalucía

Gracias a esta facultad, el Parlamento tiene la posibilidad de influenciar la política del Consejo de Gobierno de Andalucía, manifestando su posición en relación con asuntos de interés haciendo expresión de su criterio y orientando e impulsado así la acción del Consejo de Gobierno.
Para ello el Parlamento de Andalucía cuenta con los estos instrumentos:
- Resoluciones adoptadas tras un debate parlamentario sobre política general o sobre asuntos de interés general.

- Mociones derivadas de una interpelación y que deben seguirse lógicamente del objetivo de ésta.

- Proposiciones no de Ley de carácter autónomo, esto es, que no derivan de ningún debate previo, sino que el debate se produce a partir de su formulación inicial y puede versar sobre cualquier asunto o materia.

Los Grupos Parlamentarios distintos al autor de estas iniciativas pueden intervenir en su redacción final a través de enmiendas siempre que aquel las acepte.

### Elección del Presidente de la Junta de Andalucía
Una de las más importantes misiones del Parlamento Andaluz es la elección del Presidente de la Junta de Andalucía, que ejerce sus funciones en calidad, por una parte, de Presidente de Gobierno, jefe del ejecutivo andaluz y de las administraciones regionales; y por otra, en calidad de presidente de la comunidad autónoma, representante de ésta respecto al resto de España. El Presidente representa por otro lado a la Nación Española en la comunidad autónoma: es elegido por el Parlamento, su nombramiento es ratificado por el Rey de España.
La elección del Presidente de la Junta por los parlamentarios andaluces constituye uno de los medios más eficaces para asegurar la confianza entre el Gobierno y el Parlamento andaluces. Tras la presentación de su programa, el candidato a la presidencia es elegido por mayoría absoluta, este hecho podría aportar una cierta estabilidad a la vez que una sólida mayoría parlamentaria, base necesaria para el buen desarrollo de la acción del jefe de Gobierno. En caso de que se rompiese la confianza entre las dos instituciones, el Parlamento y la Presidencia del Gobierno, éstas disponen de dos instrumentos:
- El Parlamento andaluz, si estima que el presidente de la Junta de Andalucía no es apto para asumir las funciones que le son conferidas por su cargo, con fines a mantener una política coherente con las aspiraciones de la cámara, podrá exigir responsabilidades al Presidente mediante una moción de censura. Esta, para tener lugar, debe ser apoyada por al menos un cuarto de los diputados, y estar acompañada de una candidatura para sustituir al Presidente en ejercicio, en caso de aprobación de la moción.

- El Presidente tiene, por su parte, la posibilidad de solicitar una moción de confianza, con el fin de asegurarse del apoyo con el que le respalda la cámara. Después de un discurso sobre política general realizado por el jefe del ejecutivo, el Parlamento acordaría por mayoría si deposita en el presidente su confianza. En caso de rechazo, el presidente sería destituido y tendría que presentar su dimisión.[15]

El apartado decimoséptimo del artículo 106 del Estatuto atribuye a los parlamentarios el poder nombrar los senadores que ocuparán un escaño en el Senado en calidad de representantes de la comunidad autónoma de Andalucía. El Parlamento puede también ejercer de manera similar toda otra función que prevea la Constitución Española, el Estatuto de Andalucía o la legislación, según el apartado decimonoveno del mismo artículo.

Artículo 106.17. La designación, en su caso, de los Senadores y Senadoras que correspondan a la Comunidad Autónoma, de acuerdo con lo establecido en la Constitución. La designación podrá recaer en cualquier ciudadano que ostente la condición política de andaluz.
Estatuto de Autonomía de Andalucía

Artículo 106.19. Las demás atribuciones que se deriven de la Constitución, de este Estatuto y del resto del ordenamiento jurídico.
Estatuto de Autonomía de Andalucía

## Reglamento y funcionamiento
Las bases del funcionamiento del Parlamento de Andalucía vienen dadas en los artículo 100 y 102 del Estatuto de Autonomía de Andalucía:

Artíulo 100. Representación e inviolabilidad.
1. El Parlamento de Andalucía representa al pueblo andaluz.
2. El Parlamento de Andalucía es inviolable.
Estatuto de Autonomía de Andalucía

Artíulo 102. Autonomía parlamentaria.
1. El Parlamento goza de plena autonomía reglamentaria, presupuestaria, administrativa y disciplinaria.
2. El Parlamento se dotará de su propio Reglamento de organización y funcionamiento, cuya aprobación o reforma requerirán el voto de la mayoría absoluta de los Diputados.
3. El Reglamento del Parlamento establecerá el Estatuto del Diputado.

4. El Parlamento elabora y aprueba su presupuesto y, en los términos que establezcan sus propias disposiciones, posee facultades plenas para la modificación, ejecución, liquidación y control del mismo.
Estatuto de Autonomía de Andalucía

Aparecen tres conceptos principales: representación, inviolabilidad y autonomía, según los cuales el Parlamento debe adoptar independientemente del poder ejecutivo sus presupuestos, funcionamiento y reglamento, sin que ninguna injerencia del Consejo de Gobierno influya en los asuntos internos de la cámara.
El reglamento del Parlamento de Andalucía que actualmente se encuentra en vigor es del 18 de abril de 1995. Este define los deberes, función y derechos de los diputados entre otras cosas, así como la organización interna y el funcionamiento de la institución, precisando la naturaleza y el papel de cada uno de los órganos administrativos que contribuyen en su funcionamiento. Estos últimos se dividen en dos categorías principales, que son los órganos rectores y los órganos de funcionamiento.
El principal órgano de funcionamiento recae sobre el cargo de Presidente del Parlamento, que entre otras cosas dirigirá los debates, hará aplicar el reglamento y ordenará los pagos.
Entre los órganos de dirección se destaca por su importancia la Mesa. Su funcionamiento viene definido en los artículos de 27 al 37 del Reglamento. La Mesa se encarga de dirigir administrativamente la institución, así como de representar a esta misma.
Entre las importantes funciones que asume la mesa encontramos la elaboración y ejecución de los presupuestos del Parlamento, la contratación y gestión del personal, la elaboración de un calendario de un calendario con las labores parlamentarias, etc. Los secretarios, elegidos en las mismas condiciones que los Vicepresidentes y Presidente, asistirán a este último en la dirección del trabajo legislativo, especialmente durante los debates. Están encargados también de la publicación de las actas de sesiones del Parlamento en el Diario de Sesiones del Parlamento de Andalucía (D.S.P.A.), de la Mesa y de la Junta de Portavoces, que es otro órgano de dirección importantes. Esta Junta está compuesta por el presidente y los portavoces de los grupos parlamentarios.

## Sede

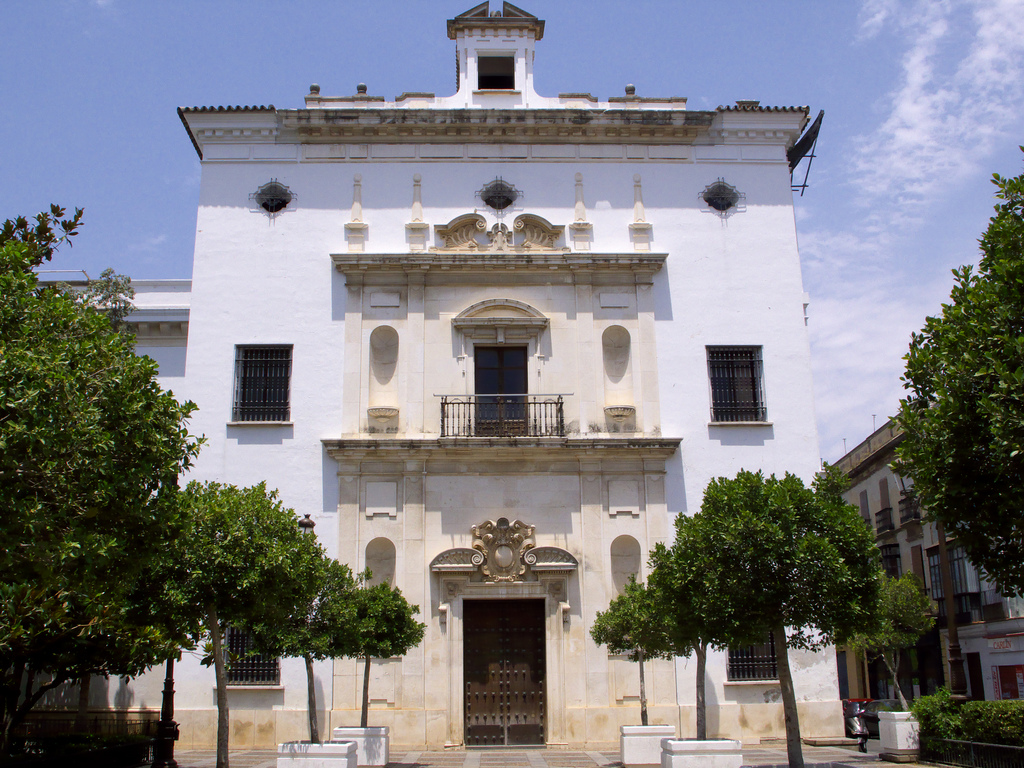
Iglesia del antiguo convento de San Hermenegildo de Sevilla, sede del parlamento entre 1985 y 1992. Anteriormente fue iglesia conventual, cuartel y sede de las Cortes de Cádiz. La portada manierista es de Alonso de Vandelvira y Francisco de Herrera el Viejo

El Parlamento de Andalucía ha contado con varias sedes desde su creación. Estas son:
- Real Alcázar de Sevilla (1982-1983). Constitución del Parlamento de Andalucía el día 21 de junio de 1982. Se celebraron en él nueve sesiones parlamentarias.
- Palacio de la Real Audiencia (1983-1985). En él se celebraron cincuenta sesiones y parte de la primera legislatura.
- Iglesia del antiguo convento de San Hermenegildo (1985-1992). En ella finalizó la primera legislatura y se desarrollaron la segunda y parte de la tercera.
- Hospital de las Cinco Llagas (1992-). Es la sede del Parlamento andaluz desde la tercera legislatura.

La actual sede del Parlamento de Andalucía es el antiguo hospital de las Cinco Llagas, ubicado en Sevilla. Este funcionó como hospital hasta el año 1972 y tras años de abandono, en 1986 se redactaron los proyectos para su conversión en la sede del Parlamento de Andalucía, inaugurándose el 28 de febrero (día de Andalucía) de 1992.
La construcción del mismo se inició en 1546 por orden de don Fadrique Enríquez de Ribera y fue diseñado por Martín de Gainza, quien dirigió las obras hasta su muerte, en 1556. Dos años más tarde se encargó la continuación de la obra a Hernán Ruiz II, inaugurándose todavía incompleto dos años más tarde.
Su planta es rectangular y se articula en torno a diez patios, de los que solo se construyeron nueve, si bien sólo se conservan en la actualidad ocho.
El elemento más característico del edificio es sin duda su iglesia que, siendo más alta que el resto del edificio, está situada en el patio central de los siniestros. Destaca por poseer planta de cruz latina y un amplio carácter renacentista, utilizándose su interior como lugar de celebración de las sesiones del parlamento.
La restauración total del edificio finalizó en el año 2003, con la conclusión de los trabajos de recuperación de los patios y estancias que no se habían acometido durante los años ochenta.

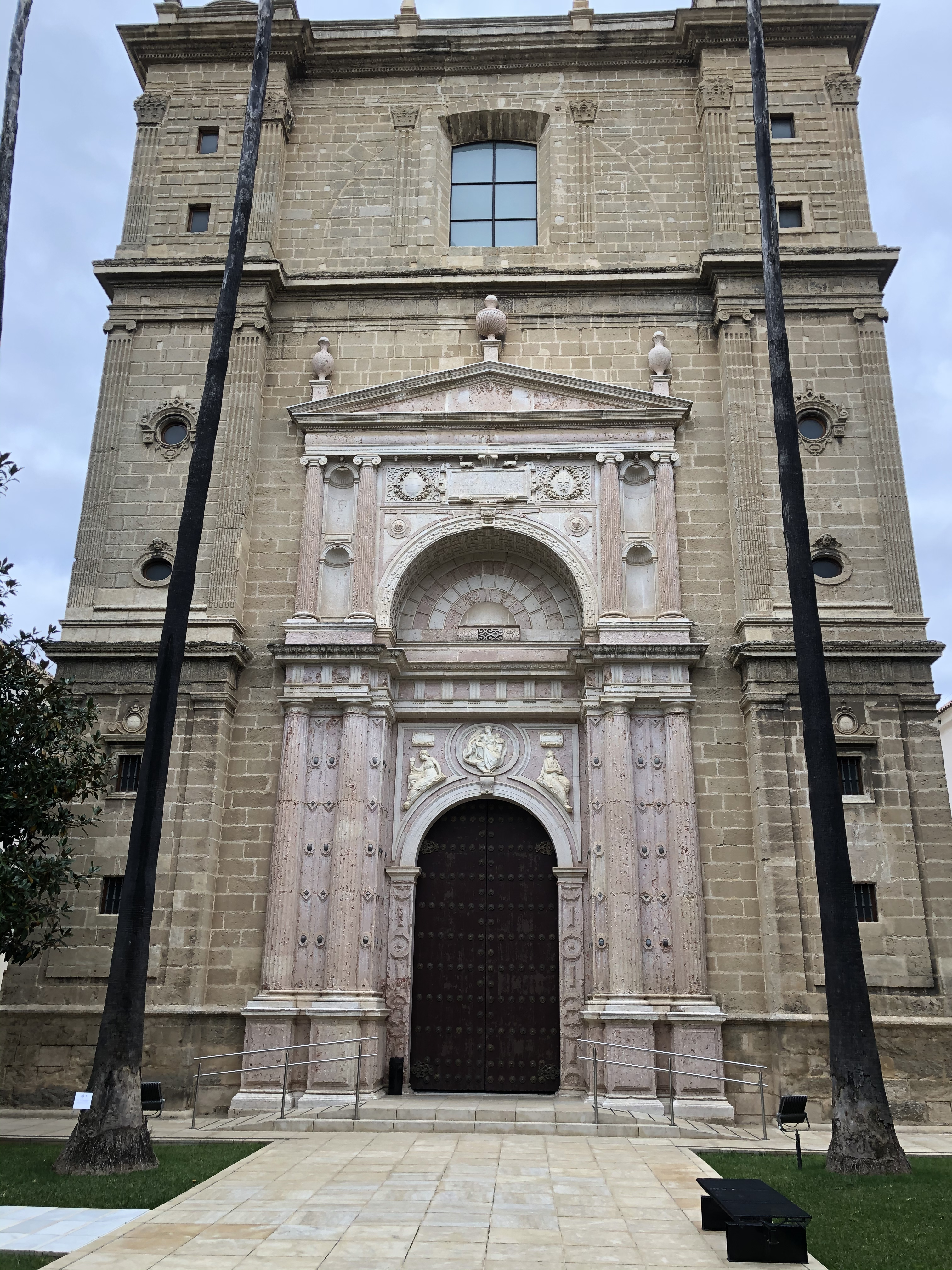
Portada de la iglesia del Hospital de las Cinco LLagas, obra de Hernán Ruiz II, actual salón de plenos

En cuanto a la disposición de los asientos en el salón de sesiones, las graderías están dispuestas una frente a otra, estando en las primeras filas el Consejo de Gobierno y el presidente del Gobierno, a la derecha del presidente del Parlamento encontramos a los grupos parlamentarios de derechas y viceversa. En el centro se encontraría el Grupo Mixto o Grupos de Centro. En la Mesa del Parlamento, el presidente del mismo ocupa el asiento central, estando a su derecha el letrado mayor, vicepresidente tercero, secretario segundo y vicepresidente primero, y a su izquierda el vicepresidente segundo, secretarios primero y tercero y vocal.

## Presidencia del Parlamento de Andalucía

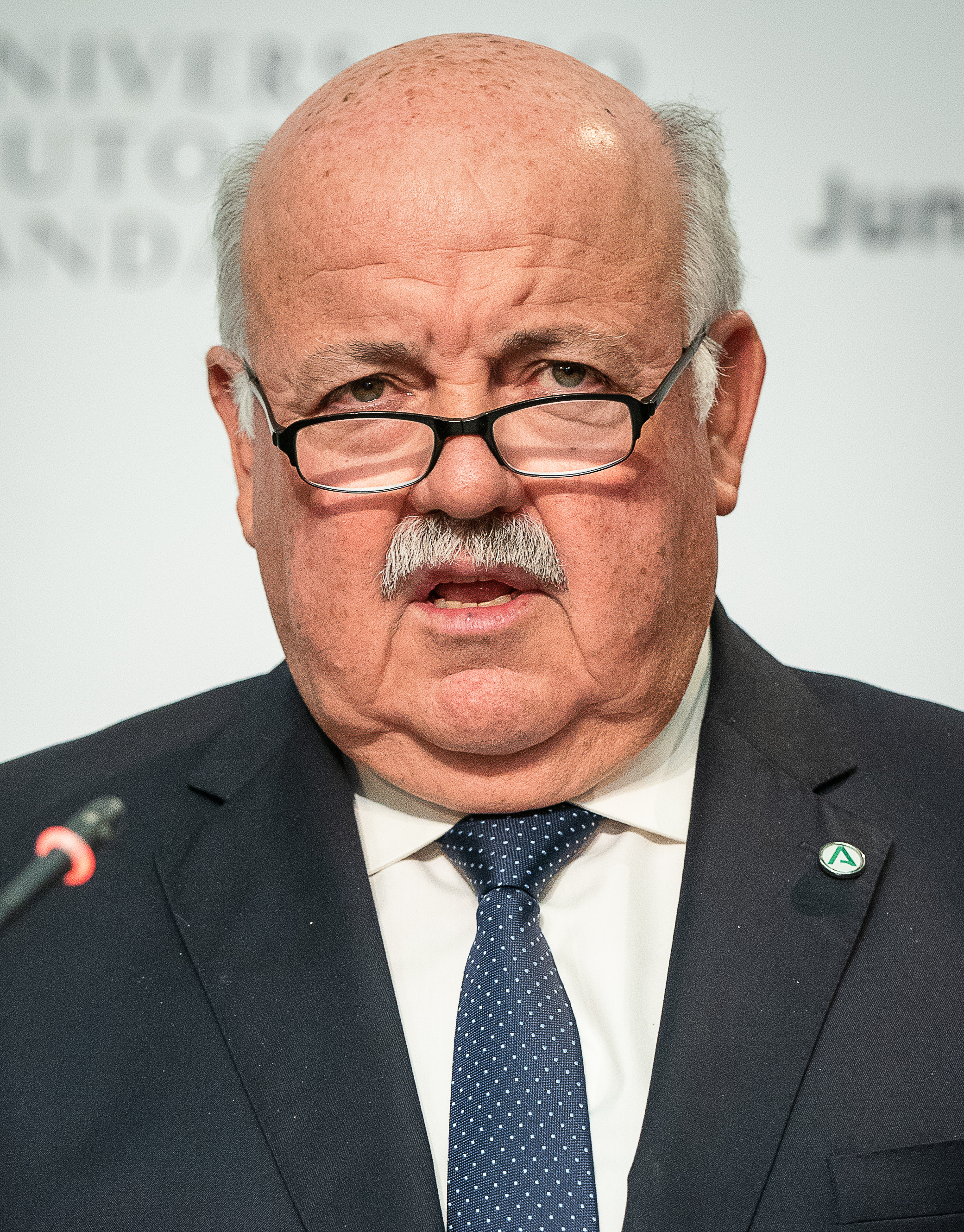
Jesús Aguirre, actual presidente del Parlamento de Andalucía

El Presidente del Parlamento es elegido por los diputados durante la sesión inaugural de la legislatura. Este dirige el funcionamiento de la Mesa y la acción de la Institución, de la que ostenta su representación. El Presidente dirigirá los debates, hará aplicar el reglamento y ordenará los pagos. Siempre podrá delegar ciertas de sus funciones. Los vicepresidentes, elegidos bajo las mismas condiciones que el presidente, deberán secundar a este último y reemplazarlo en caso de necesidad.

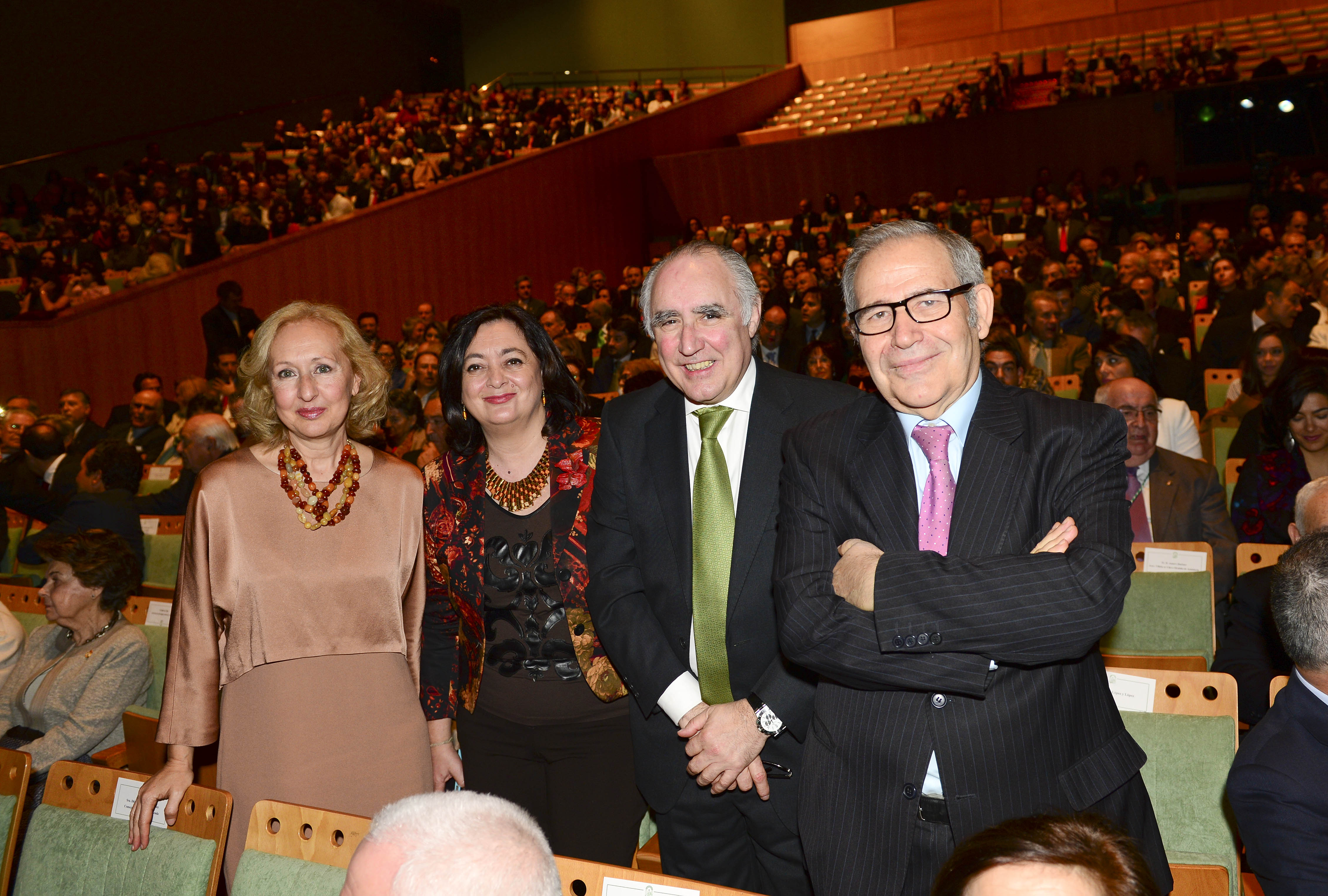
Expresidentes del Parlamento de Andalucía

| Legislatura      | Presidente/a               | Presidente/a                 | Partido    | Inicio de mandato        | Fin de mandato      | Circunscripción |
| ---------------- | -------------------------- | ---------------------------- | ---------- | ------------------------ | ------------------- | --------------- |
| I legislatura    |                            | Antonio Ojeda Escobar        | PSOE-A     | 21 de junio de 1982      | 21 de junio de 1986 | Jaén            |
| II legislatura   | Ángel Manuel López y López | 17 de julio de 1986          | PSOE-A     | 26 de septiembre de 1988 | Sevilla             |                 |
| II legislatura   | José Antonio Marín Rite    | 27 de septiembre de 1988     | PSOE-A     | 22 de junio de 1990      | Huelva              |                 |
| III legislatura  | José Antonio Marín Rite    | 16 de julio de 1990          | PSOE-A     | 11 de junio de 1994      | Huelva              |                 |
| IV legislatura   |                            | Diego Valderas Sosa          | IU-LV-CA   | 8 de julio de 1994       | 28 de marzo de 1996 | Huelva          |
| V legislatura    |                            | Francisco Javier Torres Vela | PSOE-A     | 29 de marzo de 1996      | 5 de abril de 2000  | Granada         |
| VI legislatura   | 6 de abril de 2000         | Francisco Javier Torres Vela | PSOE-A     | 30 de marzo de 2004      |                     | Granada         |
| VII legislatura  | María del Mar Moreno Ruiz  | 31 de marzo de 2004          | PSOE-A     | 2 de abril de 2008       | Jaén                |                 |
| VIII legislatura | Fuensanta Coves Botella    | 3 de abril de 2008           | PSOE-A     | 18 de abril de 2012      | Almería             |                 |
| IX legislatura   | Manuel Gracia Navarro      | 19 de abril de 2012          | PSOE-A     | 15 de abril de 2015      | Córdoba             |                 |
| X legislatura    | Juan Pablo Durán Sánchez   | 16 de abril de 2015          | PSOE-A     | 26 de diciembre de 2018  | Córdoba             |                 |
| XI legislatura   |                            | Marta Bosquet Aznar          | Ciudadanos | 27 de diciembre de 2018  | 14 de julio de 2022 | Almería         |
| xii legislatura  |                            | Jesús Ramón Aguirre Muñoz    |            | 14 de julio de 2022      | En el cargo         | Córdoba         |

## Composición del Parlamento en la XII legislatura

### Resultado electoral
Tras las elecciones al Parlamento de Andalucía del 19 de junio de 2022, la composición de la cámara quedó de la siguiente manera:
| Provincias | PP-A      | PP-A  | PP-A    | PSOE-A  | PSOE-A | PSOE-A  | Vox     | Vox   | Vox     | Por Andalucía | Por Andalucía | Por Andalucía | Adelante Andalucía | Adelante Andalucía | Adelante Andalucía | Sufragio escrutado |
| Provincias | Votos     | %     | Escaños | Votos   | %      | Escaños | Votos   | %     | Escaños | Votos         | %             | Escaños       | Votos              | %                  | Escaños            | Sufragio escrutado |
| ---------- | --------- | ----- | ------- | ------- | ------ | ------- | ------- | ----- | ------- | ------------- | ------------- | ------------- | ------------------ | ------------------ | ------------------ | ------------------ |
| Almería    | 118 955   | 45,56 | 6       | 57 709  | 22,10  | 3       | 54 122  | 20,73 | 3       | 13 052        | 5,00          | 0             | 4554               | 1,74               | 0                  | 263 009            |
| Cádiz      | 219 799   | 42,47 | 8       | 108 840 | 21,03  | 3       | 68 548  | 13,24 | 2       | 38 800        | 7,50          | 1             | 41 438             | 8,01               | 1                  | 522 395            |
| Córdoba    | 172 980   | 44,66 | 7       | 91 096  | 23,52  | 3       | 48 208  | 12,45 | 1       | 38 639        | 9,98          | 1             | 13 488             | 3,48               | 0                  | 392 571            |
| Granada    | 176 349   | 42,16 | 6       | 106 307 | 25,41  | 4       | 64 447  | 15,41 | 2       | 32 372        | 7,74          | 1             | 13 293             | 3,18               | 0                  | 423 386            |
| Huelva     | 91 169    | 42,70 | 6       | 58 498  | 27,40  | 4       | 27 270  | 12,77 | 1       | 13 973        | 6,54          | 0             | 8436               | 3,95               | 0                  | 216 483            |
| Jaén       | 135 771   | 42,45 | 6       | 86 686  | 27,11  | 4       | 41 049  | 12,84 | 1       | 17 875        | 5,59          | 0             | 5695               | 1,78               | 0                  | 324 053            |
| Málaga     | 306 688   | 47,02 | 10      | 135 304 | 20,74  | 4       | 88 215  | 13,52 | 2       | 52 713        | 8,08          | 1             | 24 625             | 3,78               | 0                  | 658 420            |
| Sevilla    | 367 561   | 40,10 | 9       | 243 885 | 26,61  | 5       | 104 759 | 11,43 | 2       | 76 603        | 8,36          | 1             | 57 431             | 6,23               | 1                  | 927 838            |
| Total      | 1 589 272 | 43,11 | 58      | 888 325 | 24,10  | 30      | 496 618 | 13,47 | 14      | 284 027       | 7,70          | 5             | 168 960            | 4,58               | 2                  | 3 728 155          |

### Órganos del Parlamento

#### Mesa
Es el órgano rector de la Cámara, a la que representa en los distintos actos a los que asista. La Mesa organiza el trabajo interno del Parlamento y decide sobre la tramitación de las diferentes iniciativas.
| Cargo                                 | Titular                            | Partido               |
| ------------------------------------- | ---------------------------------- | --------------------- |
| Presidente                            | Jesús Ramón Aguirre Muñoz          | PP-A                  |
| Vicepresidenta primera                | Ana María Mestre García            | PP-A                  |
| Vicepresidenta segunda                | Irene García Macías                | PSOE-A                |
| Vicepresidenta tercera                | Cristina Alejandra Jiménez Jiménez | Vox                   |
| Secretario primero                    | Manuel Andrés González Rivera      | PP-A                  |
| Secretario segundo                    | Noel López Linares                 | PSOE-A                |
| Secretario tercero                    | José Ramón Carmona Sánchez         | PP-A                  |
| Representante de grupo parlamentario* | Esperanza Gómez Corona             | PorA                  |
| Letrado Mayor del Parlamento*         | Manuel Carrasco Durán              | Manuel Carrasco Durán |
| (*) Con voz, pero sin voto.           |                                    |                       |

#### Grupos parlamentarios
Los grupos parlamentarios son agrupaciones de diputados ideológicamente afines que se constituyen con el objetivo de presentar una posición común en los asuntos que se debaten y votan en el Parlamento. Normalmente están integrados por los diputados pertenecientes a un mismo partido político o coalición de los que toman su denominación.
Los grupos parlamentarios son los verdaderos portagonistas de la vida parlamentaria al conformar la composición de los distintos órganos así como en la presentación de iniciativas y en el uso de la palabra. Su número y relación son decisivos en la vida del Parlamento al determinar la formación y estabilidad del Gobierno.
Pueden existir diputados que no formen parte de ningún grupo parlamentario denominándose diputados no adscritos. Son aquellos que no forman parte del grupo parlamentario que se corresponde con la candidatura por la que concurrieron a las elecciones. Solo tienen los derechos que corresponden a los Diputados individualmente considerados.
| Grupo parlamentario             | Grupo parlamentario      | Componentes                                    | Portavoz            | Presidente          | Escaños |
| ------------------------------- | ------------------------ | ---------------------------------------------- | ------------------- | ------------------- | ------- |
|                                 | Popular de Andalucía     | Partido Popular Andaluz                        | Antonio Martín      | Juanma Moreno       | 58      |
|                                 | Socialista               | Partido Socialista Obrero Español de Andalucía | María Márquez       | María Márquez       | 30      |
|                                 | Vox en Andalucía         | Vox                                            | Manuel Gavira       | Javier Cortés       | 14      |
|                                 | Por Andalucía            | Por Andalucía                                  | Inmaculada Nieto    | Inmaculada Nieto    | 5       |
|                                 | Mixto-Adelante Andalucía | Adelante Andalucía                             | José Ignacio García | José Ignacio García | 2       |
| Fuente: Parlamento de Andalucía |                          |                                                |                     |                     |         |

#### La Junta de Portavoces
Órgano constituido por los portavoces de los distintos Grupos Parlamentarios, reunidos bajo la presidencia del Presidente o Presidenta del Parlamento, a quien corresponde su convocatoria. La Junta de Portavoces será previamente oída para fijar los criterios de organización de los debates y tareas del Parlamento.
La composición actual de la Junta de Portavoces del Parlamento de Andalucía es la siguiente:
| Cargo                           | Cargo                                    | Titular                            | Lista                     |
| ------------------------------- | ---------------------------------------- | ---------------------------------- | ------------------------- |
| Presidente                      | Presidente                               | Jesús Ramón Aguirre Muñoz          | PP-A                      |
| Vicepresidenta primera          | Vicepresidenta primera                   | Ana María Mestre García            | PP-A                      |
| Vicepresidenta segunda          | Vicepresidenta segunda                   | Irene García Macías                | PSOE-A                    |
| Vicepresidenta tercera          | Vicepresidenta tercera                   | Cristina Alejandra Jiménez Jiménez | VOX                       |
| Secretario primero              | Secretario primero                       | Manuel Andrés González Rivera      | PP-A                      |
| Secretario segundo              | Secretario segundo                       | Noel López Linares                 | PSOE-A                    |
| Secretario tercero              | Secretario tercero                       | José Ramón Carmona Sánchez         | PP-A                      |
| Letrado Mayor del Parlamento*   | Letrado Mayor del Parlamento*            | Ángel Marrero García-Rojo          | Ángel Marrero García-Rojo |
| Portavoces titulares            |                                          |                                    |                           |
|                                 | Portavoz del GP Popular de Andalucía     | Antonio Martín Iglesias            | PP-A                      |
|                                 | Portavoz del GP Socialista               | María Márquez Romero               | PSOE-A                    |
|                                 | Portavoz del GP Vox en Andalucía         | Manuel Gavira Florentino           | VOX                       |
|                                 | Portavoz del GP Por Andalucía            | Inmaculada Nieto Castro            | PorA                      |
|                                 | Portavoz del GP Mixto-Adelante Andalucía | José Ignacio García                | AA                        |
| (*) Con voz, pero sin voto.     |                                          |                                    |                           |
| Fuente: Parlamento de Andalucía |                                          |                                    |                           |

#### Las comisiones
Son órganos parlamentarios que conocen de los proyectos, proposiciones o asuntos que se le encomienden de acuerdo con su respectiva competencia. Están formadas por los miembros que designen los Grupos Parlamentarios en el número que indique la Mesa del Parlamento, oída la Junta de Portavoces. Las Comisiones pueden ser permanentes y no permanentes; estas últimas se crean en un determinado momento, para desarrollar un trabajo concreto, a menudo de investigación.
| Comisiones del Parlamento de Andalucía                                |                                   |       |               |
| Comisión                                                              | Presidencia                       | Grupo | Grupo         |
| Comisiones permanentes legislativas                                   |                                   |       |               |
| Agricultura, Pesca, Agua y Desarrollo Rural                           | Antonio Jesús Repullo Milla       |       | PP-A          |
| Cultura y Deporte                                                     | Juan José Salvador Jiménez        |       | PP-A          |
| Desarrollo Educativo y Formación Profesional                          | Alejandro Romero Romero           |       | PP-A          |
| Desarrollo Estatutario                                                | Mario Jesús Jiménez Díaz          |       | PSOE-A        |
| Economía, Hacienda y Fondos Europeos                                  | Gaspar José Llanes Díaz-Salazar   |       | PSOE-A        |
| Empleo, Empresa y Trabajo Autónomo                                    | Gerardo Sánchez Escudero          |       | PSOE-A        |
| Fomento, Articulación del Territorio y Vivienda                       | Ana Chocano Román                 |       | PP-A          |
| Inclusión Social, Juventud, Familias e Igualdad                       | Pablo García Pérez                |       | PP-A          |
| Industria, Energía y Minas                                            | José Luis Sánchez Terruel         |       | PSOE-A        |
| Justicia, Administración Local y Función Pública                      | Benito Morillo Alejo              |       | Vox           |
| Presidencia, Interior, Diálogo Social y Simplificación Administrativa | Erik Domínguez Guerola            |       | PP-A          |
| Salud y Consumo                                                       | Manuel Santiago Bonilla Hidalgo   |       | PP-A          |
| Sostenibilidad, Medio Ambiente y Economía Azul                        | Manuel Guzmán de la Roza          |       | PP-A          |
| Turismo y Andalucía Exterior                                          | Ascensión Hita Fernández          |       | PP-A          |
| Universidad, Investigación e Innovación                               | Alejandro Hernández Valdés        |       | Vox           |
| Comisiones permanentes no legislativas                                |                                   |       |               |
| Consultiva de Nombramientos, Relaciones con el DPA y Peticiones       | Jesús Ramón Aguirre Muñoz         |       | PP-A          |
| Asuntos Europeos                                                      | Juan Antonio Delgado Ramos        |       | Por Andalucía |
| Control de la RTVA y de sus Sociedades Filiales                       | Virginia Pérez Galindo            |       | PP-A          |
| Reglamento                                                            | Jesús Ramón Aguirre Muñoz         |       | PP-A          |
| Seguimiento y Control Financiación Partidos Políticos                 | María del Pilar Navarro Rodríguez |       | PSOE-A        |
| Estatuto de los Diputados                                             | María Esperanza Oña Sevilla       |       | PP-A          |

## Senadores designados por el Parlamento de Andalucía
Una de las funciones que desempeña el Parlamento de Andalucía es la designación de los senadores que deben representar a Andalucía, conforme a lo previsto en la Constitución y en la forma que determine la Ley de Designación de Senadores en representación de Andalucía.
La designación de los senadores andaluces se produjo el día 27 de julio de 2022 en el Parlamento de Andalucía. Así, se eligieron a cinco representantes del PP-A, tres del PSOE-A y uno de VOX. Por lo tanto, la lista de senadores designados por el Parlamento de Andalucía quedó de la siguiente forma:
| Partido                                 | Partido | Senadores                         | Fecha inicio        |
| --------------------------------------- | ------- | --------------------------------- | ------------------- |
|                                         | PP-A    | Francisco Javier Arenas Bocanegra | 28 de julio de 2022 |
| Jesús Caicedo Bernabé                   | PP-A    | 27 de julio de 2023               |                     |
| María Teresa Ruiz-Sillero Bernal        | PP-A    | 28 de julio de 2022               |                     |
| Inmaculada Hernández Rodríguez          | PP-A    | 27 de julio de 2023               |                     |
| Luis Rogelio Rodríguez-Comendador Pérez | PP-A    | 27 de julio de 2023               |                     |
|                                         | PSOE-A  | Susana Díaz Pacheco               | 28 de julio de 2022 |
| Juan Espadas Cejas                      | PSOE-A  | 28 de julio de 2022               |                     |
| Víctor González Fernández               | PSOE-A  | 28 de julio de 2022               |                     |
|                                         | Vox     | Paloma Gómez Enríquez             | 27 de julio de 2023 |